# Наизнанку. Личная история Pink Floyd
Наизнанку: Личная история Pink Floyd (англ. Inside Out: A Personal History of Pink Floyd) — мемуары Ника Мейсона, описывающие историю рок-группы Pink Floyd. Впервые официально выпущена 7 октября 2004 года в Великобритании.
Эта книга примечательна тем, что впервые участник группы написал воспоминания о своём опыте в группе. Мейсон — единственный член группы, который был её частью во всех воплощениях и составах, от момента формирования вместе с Сидом Барреттом во главе и психоделической эры конца 1960-х годов, громкого успеха в 1970-х и ожесточённых расколов 1980-х годов.
В пресс-релизе на сайте brain-damage.co.uk отмечалось:

Это очень субъективный взгляд Ника, но в дополнение к его собственным исследованиям и воспоминаниям, он описал мысли и воспоминания ключевых участников истории Floyd. История завершается авторской версией дискографии и хронологии, включая комментарии и наблюдения Ника.

Личные архивы Ника — неофициального хранителя группы, представляют собой огромный и существенный источник фотографий, включая многие редкие и неопубликованные изображения и реквизит.
На английском языке книга переиздавалась дважды: первое переиздание включало главу о воссоединении коллектива на фестивале Live 8, второй раз книгу переиздали после смерти Сида Барретта. Оригинал не был выпущен в России.
В сентябре 2007 года издательство «Амфора» выпустило перевод этой книги на русский язык, однако к этому изданию возникли большие претензии. В своей рецензии на русский перевод книги Дина Беляева отметила:

Серьёзные претензии были связаны и с технической подкованностью переводчика. Как пишут на форуме Pink-Floyd.ru, в книге полно ошибок в названиях различной звуковой аппаратуры и тому подобного. Ни корректор, ни переводчик не озаботились тем, чтобы проконсультироваться у профессионалов, а потому там полно смешных ляпов. <…> Но главный недостаток перевода «Амфоры» в том, что он получился трудночитаемым. Я сама переводила последнюю главу книги (посвященную Live 8), и сталкивалась с тем, что стиль Мэйсона не слишком хорошо поддаётся переводу на русский язык. Те сложносочиненные предложения, которые на английском получаются довольно компактными и оригинальными по строению, на русском превращаются в длинные и сочинённые совсем уж сложно. Продираться сквозь них трудно, а за громоздкими конструкциями зачастую теряется смысл. <…> Книга Inside Out иронична, там полно игры слов и метафор, её нельзя переводить «один к одному». Игра слов, переведенная дословно (прошу прощения за тавтологию), превращается в абракадабру. Опять же повторюсь: я читала в оригинале только последнюю главу, и с уверенностью могу сказать, что переводчику не удалось передать её настроение и дух. <…> Примерно к середине книжки перевод становится куда более удобоваримым. Видно, что переводчик «вчитался» и вошел в текст, и работа пошла легче.